# Megachernes soricicola
Megachernes soricicola är en spindeldjursart som beskrevs av Beier 1974. Megachernes soricicola ingår i släktet Megachernes och familjen blindklokrypare. Inga underarter finns listade i Catalogue of Life.